# Massacre de Myall Creek
Le massacre de Myall Creek fut un massacre commis à l'encontre de vingt-huit Aborigènes d'Australie par douze colons blancs le 10 juin 1838, sur les terres d'un éleveur de moutons à Myall Creek, près d'Inverell, dans le nord de la Nouvelle-Galles du Sud. De tels massacres n'étaient pas inhabituels, mais celui de Myall Creek eut ceci de particulier que sept des meurtriers furent reconnus coupables, condamnés à mort et exécutés par pendaison. Ce fut la première fois que des Blancs furent exécutés pour avoir assassiné des Aborigènes pour des questions de propriété (vol de bétail).
En l'an 2000, un mémorial fut érigé en souvenir des victimes.

## Le massacre
Le 10 juin 1838, un groupe composé de onze forçats et d'un homme libre, John Fleming, arrive à une cabane de la station de la Myall Creek appartenant à Henry Dangar. Ces hommes font part à un ouvrier de la station, George Anderson, de leur intention de rassembler tous les autochtones qu'ils pourraient trouver, affirmant vouloir agir en représailles pour des vols de bétail, sans pour autant avoir tenté d'en identifier les auteurs. Ils parviennent à réunir vingt-huit Aborigènes, principalement des femmes et des enfants, sur les quarante à cinquante qui se trouvent alors dans la région. Ils les emmènent derrière une colline, loin de la cabane et les assassinent. Les corps sont ensuite brûlés.
Lorsque M. Hobbs, le gérant de la station, revient quelques jours plus tard et découvre ce qui reste des cadavres, il décide de déclarer l'incident, parcourant 400 km à travers les plaines de Liverpool (en) jusqu'à Muswellbrook. Le magistrat de l'endroit, le capitaine Edouard Day, fait un rapport au secrétaire colonial, Edward Deas Thomson, qui en rend compte au gouverneur de Nouvelle-Galles du Sud, George Gipps.
Gipps ne prend pas immédiatement de décision, mais en juillet, après avoir été invité à le faire par le ministre de la justice, John Plunkett, il ordonne à Day de prendre un groupe de policiers à cheval et d'aller enquêter. Arrivés sur place, ils trouvent de nombreux ossements calcinés, avec des fragments d'au moins une vingtaine de crânes différents, et d'autres restes squelettiques identifiables, en quantité telle que Day en conclut qu'au moins vingt-sept personnes ont été tuées à cet endroit. Il remet son rapport en septembre, après quarante-sept jours d'enquête et repart après avoir capturé les onze forçats, Fleming ayant échappé à la capture.

## Jugement
À partir du 15 novembre 1838, l'affaire est jugée par le président de la Cour de Nouvelle-Galles du Sud, James Dowling (en). Les forçats sont représentés par des avocats payés par une association de propriétaires fonciers et d'éleveurs de la région des plaines de Liverpool, baptisée « association des Noirs ». Leur défense est menée par un magistrat local, qui apparemment joua de son influence pour rencontrer les prisonniers à Sydney, où il semble qu'il les ait encouragés à ne faire qu'un et à s'en tenir à cette attitude. Pas un seul des onze accusés ne témoigna contre ses coaccusés au procès, ce que Gipps attribua au rôle du magistrat.

### Premier procès
Anderson, l'ouvrier de la ferme et seul témoin blanc du massacre, était alors le témoin clé de l'accusation. Il dit à la cour comment les douze hommes avaient attaché les victimes ensemble et précisa que certains des jeunes et des vieux étaient incapables de marcher. Il raconta également que le fils de l'un des détenus lui avait montré une épée couverte de sang. Le témoignage d'Anderson fut soutenu par le capitaine Day, qui avait mené l'enquête et ramené les preuves médico-légales recueillies sur les lieux.
Dowling prit soin de rappeler au jury que la loi ne faisait aucune distinction entre l'assassinat d'un autochtone et celui d'un Européen. Le jury, après avoir délibéré pendant vingt minutes, déclara que les onze hommes n'étaient pas coupables. Plus tard, l'un des jurés déclara au journal The Australian que, bien qu'il estimait ces hommes coupables d'assassinat, il ne pouvait pas condamner un Blanc pour avoir tué un Aborigène :

« Je considère les Noirs comme un ensemble de singes et plus vite ils seront exterminés de la surface de la terre, mieux ce sera. Je savais que ces hommes étaient coupables d'assassinat, mais je n'aurais jamais voulu voir un homme blanc pendu pour avoir tué un Noir. »

### Second procès
Cependant, avant que les hommes ne soient remis en liberté, le ministre de la Justice ordonna que sept des hommes, Charles Kilmeister, James Oates, Edward Foley, John Russel, John Johnstone, William Hawkins et James Parry, soient jugés pour l'assassinat de l'un des enfants victimes du massacre. Le deuxième procès eut lieu le 29 novembre. Anderson, qui avait été le témoin-clé lors du premier procès, donna un compte-rendu plus détaillé du massacre lors du deuxième procès. Il dit au tribunal que :

« Pendant que le patron était en voyage, environ dix hommes sont venus un samedi, je ne peux pas dire combien de jours après le départ du chef, à cheval, armés de fusils, d'épées et de pistolets, tous étaient armés … les Noirs, quand ils ont vu les hommes arriver, ont couru vers notre maison et tous les hommes sont alors descendus de cheval. J'ai demandé ce qu'ils allaient faire aux Noirs et Russel m'a dit : « Nous allons les amener derrière la montagne pour leur faire peur. » »

Anderson apporta ensuite la preuve que les autochtones réfugiés dans la cabane lui avaient demandé de l'aide. Il déclara qu'au moins une femme avait été laissée chez lui parce que, lui avait-on dit, elle était très belle, et qu'un jeune enfant, qui avait été laissé avec lui, tenta de suivre sa mère qui était partie entravée avec les autres, avant qu'Anderson ne le ramène chez lui.
Les Blancs revinrent seuls tard dans la journée et, le lendemain matin, ils prirent dans la cabane des bûches pour faire un feu, et plus loin :

« J'[Anderson]ai vu de la fumée dans la direction où ils étaient partis, et ce peu de temps après qu'ils ont [sic] emporté les bûches… Fleming dit à Kilmeister d'aller ramasser du bois dans les alentours et de s'assurer que tout avait été brûlé… Les filles sont parties, les deux garçons et l'enfant que j'ai renvoyé avec dix noirs sont partis dans la matinée… Je ne voulais pas les garder car les hommes pouvaient revenir et les tuer. »

Anderson certifia qu'il avait dit toute la vérité au second procès. Il dit qu'il ne cherchait pas de récompense pour son témoignage mais, plutôt, « la protection de la justice ». Le procès se poursuivit jusqu'à 2 h du matin le 30 novembre, lorsque les sept hommes furent reconnus coupables. Le 5 décembre, ils furent condamnés à être pendus. La sentence fut ratifiée par le Conseil exécutif de Nouvelle-Galles du Sud le 7 décembre, Gipps écrivant plus tard, dans un rapport, qu'aucune circonstance atténuante ne pouvait être accordée à aucun des accusés et qu'il ne pouvait pas dire que l'un des hommes était plus ou moins coupable que les autres. Les sept hommes furent exécutés de bonne heure le 18 décembre.
Alors que ce n'était pas la première fois que des Européens étaient pendus pour le meurtre d'Aborigènes, c'était la première fois que des Européens étaient reconnus coupables et pendus pour le meurtre prémédité d'Aborigènes pour des questions de terres.

## Conséquences
L'affaire fit grand bruit dans la population et raviva les tensions entre Blancs et Aborigènes. Les médias prirent parfois parti en faveur des coupables. Par exemple, un article paru dans The Sydney Morning Herald dit « toute cette bande d'animaux noirs ne valent pas l'argent que les colons devront payer pour l'impression des documents idiots de la cour sur lesquels nous avons déjà perdu trop de temps ».
John Fleming, le dirigeant du massacre, ne fut jamais capturé et aurait été responsable d'autres massacres dans les plaines de Liverpool et de la Nouvelle-Angleterre. Son frère, Joseph Fleming, aurait aussi été lié à des massacres dans la région de Maranoa (en), au sud-ouest du Queensland.
John Blake, l'un des quatre hommes acquittés lors du premier procès et qui ne fut pas inculpé au second, se suicida en se tranchant la gorge en 1852. Ses descendants, qui vivent encore dans la région d'Inverell, disent qu'ils aiment à croire que le suicide de Blake serait dû aux remords qu'il éprouvait.

## Mémorial
Un mémorial aux victimes du massacre a été inauguré en 2001, composé d'un bloc de granit et d'une plaque commémorative placés sur le lieu du massacre. Une cérémonie a lieu chaque année le 10 juin en souvenir des victimes. Le mémorial a été vandalisé en janvier 2005, avec les mots « assassinat », « femmes » et « enfants » martelés pour rendre la plaque illisible. Le mémorial est situé à 23 km au nord-est de Bingara à l'intersection de la route Bingara-Delungra et de la route Whitlow Roads.
Le monument commémoratif et le site ont été inscrits sur la Liste du patrimoine australien national le 7 juin 2008.

## Sources
- (en) Discussion par les députés du Parlement de Nouvelle-Galles-du-Sud, 8 juin 2000. C'est à cette occasion que le Parlement décida d'ériger un mémorial.
- (en) Manning Clark, Manning Clark's History of Australia, version abrégée par Michael Cathcart, 1993  (ISBN 0-7126-6205-7), chapitre 5, « Governor Gipps and the Massacre at Myall Creek », pp. 199-202.

#### Droit international
- Peuple autochtone, Droit des peuples autochtones (Déclaration des droits des peuples autochtones)
- Terra nullius, Doctrine de la découverte